# Hafen Dreverna

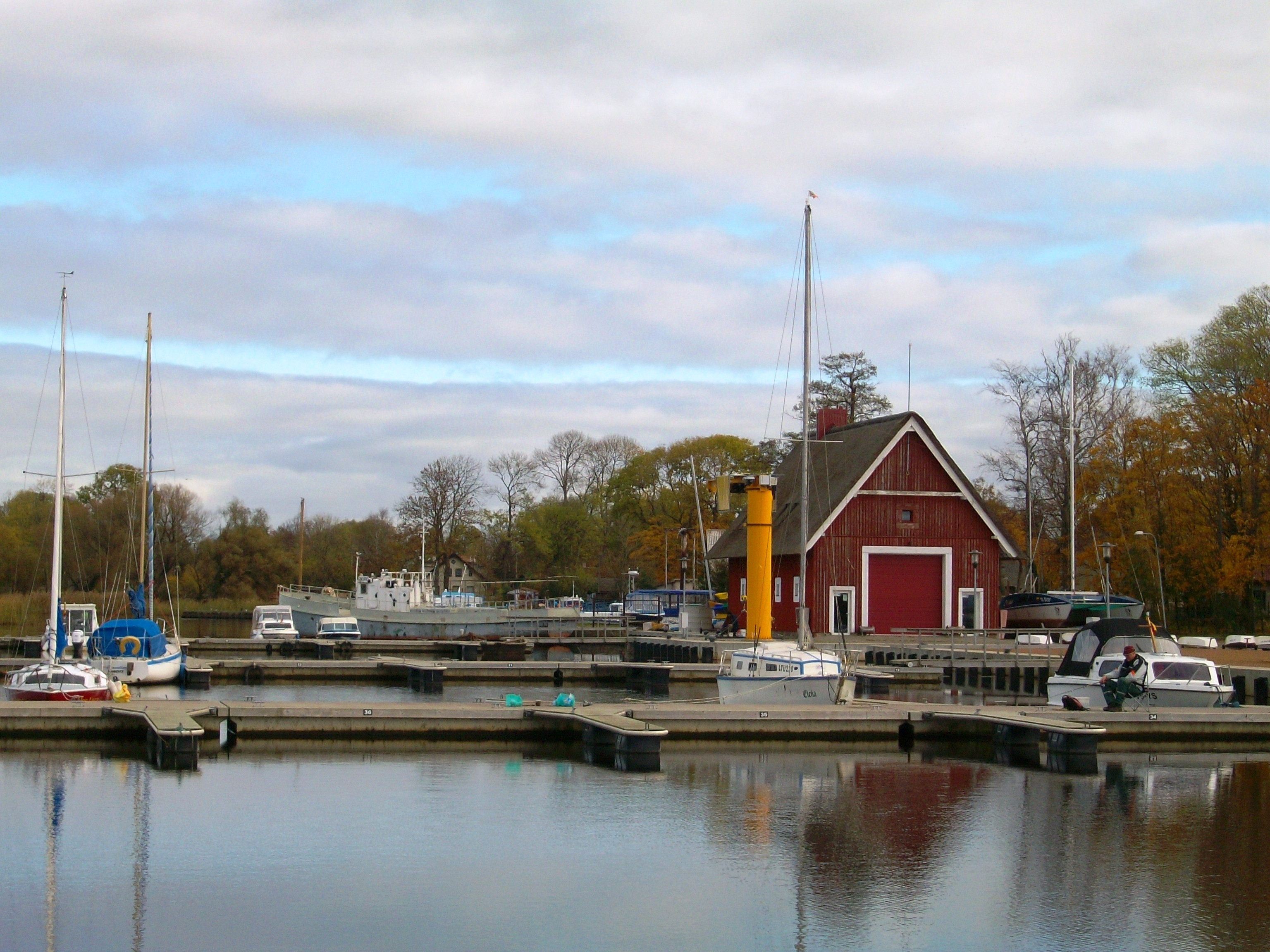
Hafen Dreverna

Der Hafen Dreverna (litauisch Drevernos uostas) ist eine Yachthafen an der Dreverna hane dem östlichen Ufer des Kurischen Haffs gegenüber von Juodkrantė auf der Kurischen Nehrung. Er befindet sich im Dorf Dreverna, im Südwesten der Rajongemeinde Klaipėda, 25 km vom Hafen Klaipėda entfernt.

## Infrastruktur
2009 wurde die Anlegestelle mit Slipanlage und Kran für 75 Stellen zum Anlegen eingerichtet und eine Helling gebaut. Die Zufahrt ist 1,5 m tief. 2017 modernisierte das litauische Unternehmen UAB Hortivita den Hafen nach Auftrag der Rajongemeinde Klaipėda nach dem  Konzessionsvertrag. Es wurden stationäre Sanitätsräume, ein neuer Kai mit 40 Stellen und ein Camp von Dreverna eingerichtet. Im Hafen gibt es ein Café, Drei-Sterne-Camp (34 hölzerne achtplätzige Ferienhäuser, 22 Plätze für Wohnhäuser mit Anschluss an Wasser, Strom und Abwasser). Im Hafen werden Ausflugsfahrten, Bootsverleih und Wasserfahrräder angeboten.